# Cincinnati Police Department
Le Cincinnati Police Department, connu sous l'acronyme CPD, est l'agence de police municipale de Cincinnati, Ohio, États-Unis. Elle emploie actuellement 1 056 officiers de police et 119 employés civils. Sa juridiction est de 78,6 miles carrés.

## Organisation
Le CPD compte cinq bureaux : patrouille, ressources, enquêtes, administration, et gestion de l'information. Ils sont tous sous le commandement du chef de la police (James E. Craig .

### Bureau de l'administration
Le bureau de l'administration, commandé par un adjoint au chef de la police, est chargé de coordonner et exécuter des tâches de planification inter-Bureau, et des études spéciales d'évaluation. Ce bureau se compose de la Section des enquêtes internes, la section Planification, et la section de la formation.

### Bureau de gestion de l'information
Le bureau de gestion de l'information est responsable de la collecte des données et la récupération, la mise à niveau et la maintenance de la technologie et des systèmes d'information utilisés par le CPD, et de la gestion, et l'analyse de la criminalité et de la cartographie. Ce bureau se compose de la Section de la police des communications, l'unité d'opérateurs de la police, la section de la gestion de l'information technologique (ITMS), l'unité d'analyse de la criminalité, et la « section Documents ».

### Bureau d'enquête
Le bureau d'enquête est composé de la section du contrôle vice centrale et de la section des enquêtes criminelles. Ce bureau gère les enquêtes et recueille des renseignements portant sur les homicides, les viols, les actes pédophiles, les violences contre des enfants et les crimes contre les biens.

## Histoire
Lors de la création de Cincinnati, en 1802, un «veilleur de nuit» fut engagé, principalement pour lutter contre les incendies, mais aussi pour assurer la sécurité . Une force de police similaire à celle des autres villes fut créée en 1859, et un commissaire fut nommé.

## Districts

### Le CPD durant la guerre
http://www.gcphs.com/history.html